# Becky Sharp (película)
Becky Sharp es una película estadounidense de 1935 dirigida por Rouben Mamoulian. Es el primer largometraje en la historia del cine en ser grabado íntegramente en Technicolor de tres tiras.
La trama, una adaptación de la obra teatral homónima de Langdon Mitchell que se basa en la novela La feria de las vanidades de William Makepeace Thackeray, cuenta la historia de una chica de clase baja que se insinúa en una familia de clase alta, solo para ver su vida y las vidas de quienes la rodean destruidas.
Becky Sharp tuvo su estreno en la ciudad de Nueva York el 13 de junio de 1935, para luego estrenarse a nivel nacional el 28 de junio y luego participar en competencia en el Festival Internacional de Cine de Venecia de 1935, donde recibió un premio por "mejor filme a color". En la 8.ª edición de los premios Óscar, Miriam Hopkins, quien interpretó a la protagonista homónima, tuvo una nominación al Óscar a la mejor actriz.
La película se encuentra a dominio público; en 2019, Becky Sharp fue considerada «cultural, histórica y estéticamente significativa» por la Biblioteca del Congreso de Estados Unidos y seleccionada para su preservación en el National Film Registry.

## Reparto
- Miriam Hopkins - Becky Sharp
- Frances Dee - Amelia Sedley
- Cedric Hardwicke - Marqués de Steyne
- Billie Burke - Lady Bareacres
- Alison Skipworth - Srta. Crawley
- Nigel Bruce - Joseph Sedley
- Alan Mowbray - Rawdon Crawley
- G. P. Huntley Jr. - George Osborne
- William Stack - Pitt Crawley
- George Hassell - Sir Pitt Crawley
- William Faversham - Duque de Wellington
- Charles Richman - General Tufto
- Doris Lloyd - Duquesa de Richmond
- Colin Tapley - William Dobbin
- Leonard Mudie - Tarquin
- May Beatty - Briggs
- Charles Coleman - Bowles
- Bunny Beatty - Lady Blanche
- Finis Barton - Srta. Flowery
- Olaf Hytten - El príncipe regente
- Pauline Garon - Fifine
- James 'Hambone' Robinson - paje de Sedley
- Elspeth Dudgeon - Srta. Pinkerton
- Tempe Pigott - mujer de la limpieza
- Ottola Nesmith - Lady Jane Crawley
- Creighton Hale - oficial británico (sin acreditar)